# کلرودانتوئن
کلرودانتوئن (به انگلیسی: Chlordantoin) دارویی است که نوع کرم آن برای درمان مونیلیا (کاندیدا آلبیکانس)، ترشحات خشک و برفی شکل واژن و التهاب خارجی (برفک واژن)، خارش‌های قارچی در دورهٔ بارداری، خارش‌های قارچی در بانوانی که قرص ضد بارداری مصرف می‌کنند.

## ملاحظات
مصرف این دارو در دوران بارداری تحت نظر پزشک معالج صورت گیرد.